# Turkestan
Pour les articles homonymes, voir Turkestan (homonymie).
Ne doit pas être confondu avec Turkménistan.

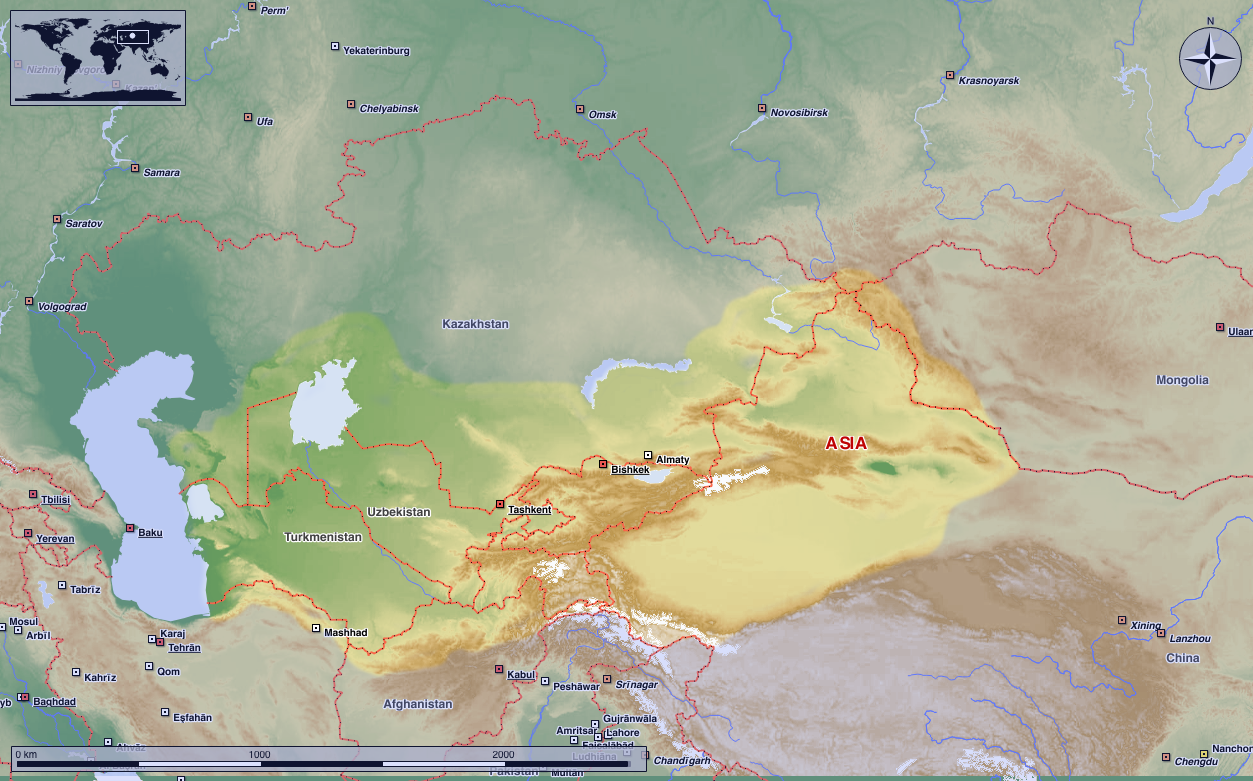
Localisation approximative du Turkestan du.

Le Turkestan, (turc : Türkistan, littéralement le « Pays des Turcs ») est une région d'Asie centrale,, située entre la mer Caspienne à l'ouest et le désert de Gobi à l'est. Le Pamir et les monts Tian la divisent en Turkestan occidental, à l'ouest, et Turkestan oriental, à l'est. Le premier correspond à l'ancien Turkestan russe et couvre le sud du Kazakhstan, le Turkménistan, l'Ouzbékistan, le Tadjikistan, et le Kirghizistan,, le second correspond à l'ancien Turkestan chinois et couvre le Xinjiang,. Un Turkestan afghan est attesté.

## Présentation

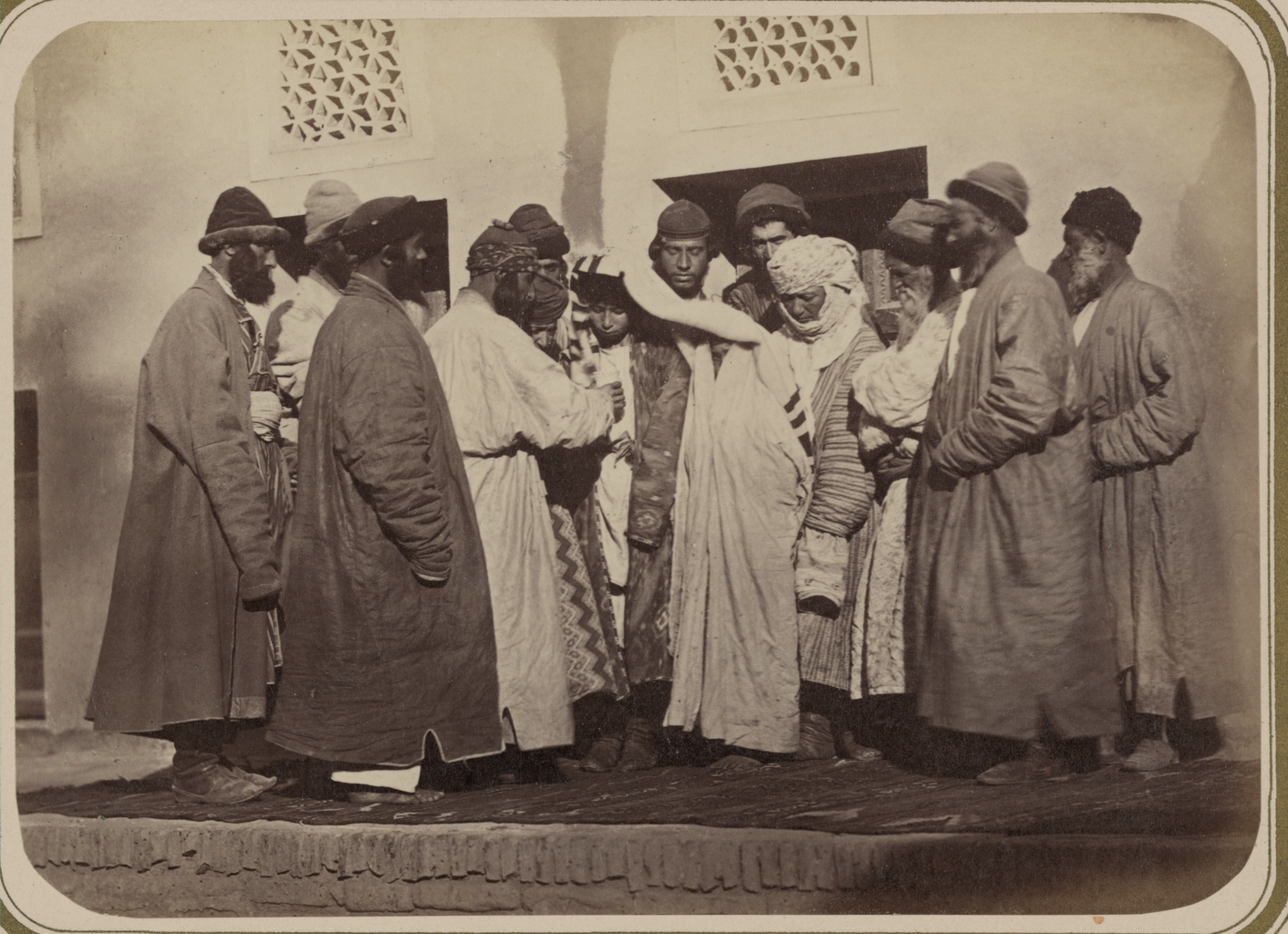
Mariage juif au Turkestan (avant 1872)

Turkestan est le nom donné, à la fin du XIXe siècle, pendant l'apogée des empires coloniaux occidentaux, par ces derniers à une région d'Asie centrale délimitée actuellement, au nord par les steppes du Kazakhstan et le massif de l'Altaï, à l'est par la Mongolie et la Chine, au sud par l'Inde, le Pakistan, l'Afghanistan et l'Iran, enfin à l'ouest par la mer Caspienne.
Il tient son nom de l'apparition et l'organisation des premières civilisations turques dans cette région. L'Empire Perse a contrôlé cette zone d'abord jusqu'au IIe siècle avant notre ère sous le règne de Hystaspe ou de Darius Ier lui-même puis, avec la migration turque (en) et l'expansion de ce territoire voit son apogée vers le IVe au VIe siècle, avec l'Empire Hephthalite maintenu par les Huns blancs.
Des légendes mongoles, comme le Ergenekon (retranscrite au XIVe siècle) dans le Jami al-tawarikh perse mongol, ou encore les inscriptions de l'Orkhon, en Mongolie, racontent que les peuples turciques viennent de l'Altaï et se sont déplacés vers l'Ouest.
Le Turkestan était traversé d'un grand nombre des étapes de la route de la soie.

## Histoire

### Andronovo

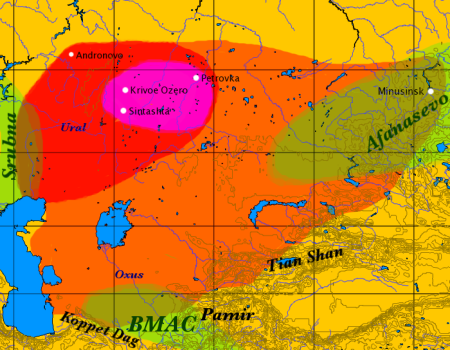
cartographie des cultures :
- Andronovo (orange)
- Afanasievo (vert à l'Est)
- BMAC (vert au Sud)
- Sintashta-Petrovka (rouge)

Au IIe millénaire av. J.-C. apparaît dans la région la culture d'Andronovo. Elle disparait aux alentours du IXe siècle av. J.-C. Certains des peuples de cette culture étaient sédentaires et agriculteurs, et se sont convertis au nomadisme.

### Karassouk
Les traces qui nous restent aujourd'hui, font penser qu'entre -1500 et 800, cette région est principalement dominée par la culture du Karassouk, située dans l'âge du bronze, s'étendant de la mer d'Aral à l'ouest aux environs du fleuve Ienisseï à l'est.

### Afanasievo
À l'âge du cuivre, la culture d'Afanasievo semble avoir supplanté la culture Karassouk, installée en Sibérie méridionale, au nord du bassin du Tarim.

### Peuples iraniens

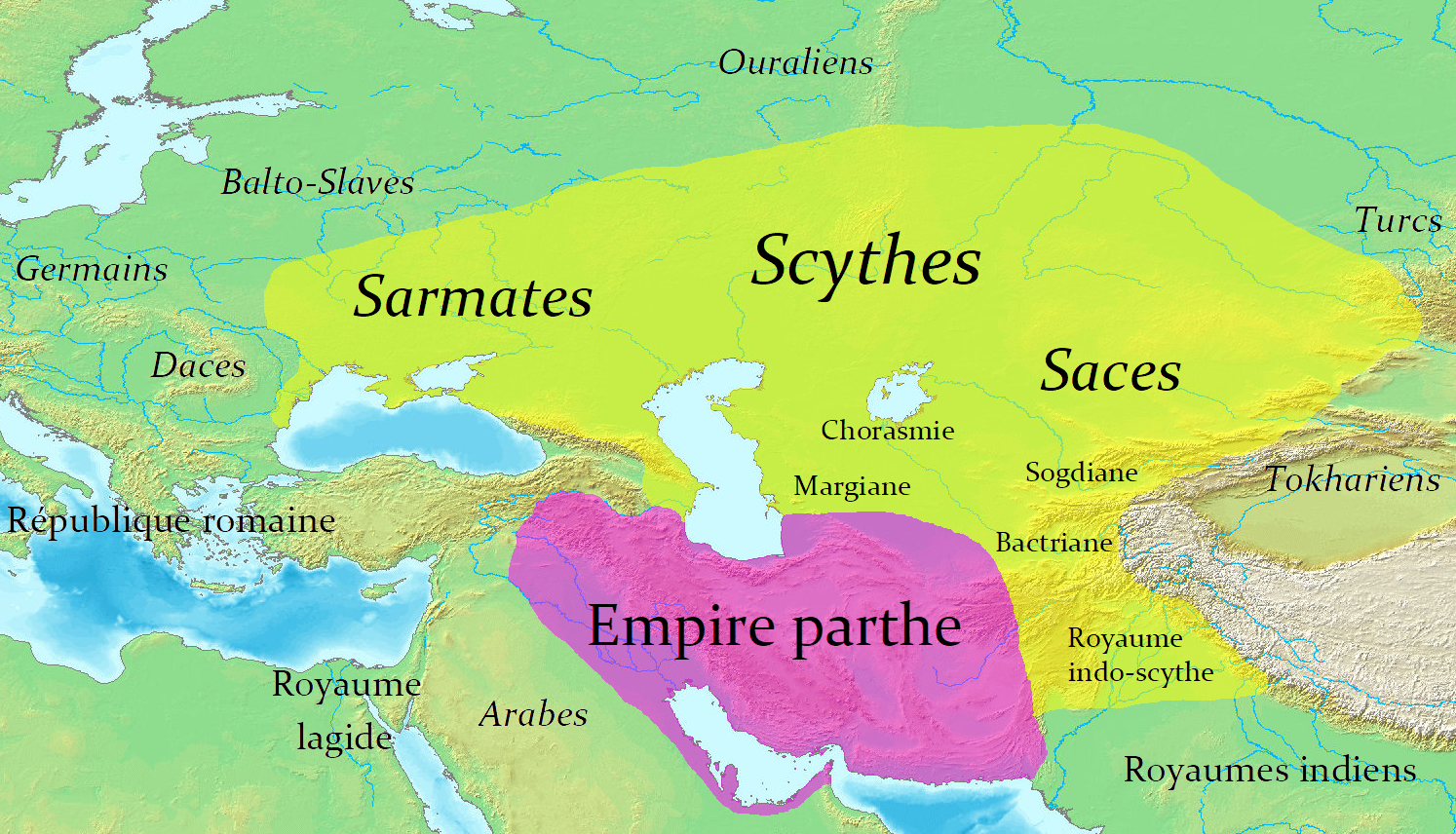
L'ouest de l'Asie centrale en -100.

Des environs du VIIe au IIIe siècle av. J.-C., les Scythes contrôlent la majorité de la zone et les Parthes une partie plus réduite.
L'Empire achéménide (556-330 avant l'ère commune), premier des empires iraniens, sur l'ouest de la région s'étend, à son apogée, jusqu'à la Grèce et la Bulgarie en Europe et à l’Égypte en Afrique ; à l'est par des peuples tokhariens, dont les Yuezhi, qui avaient créé le premier empire connu de l'Asie centrale.[réf. nécessaire] Les Tadjiks actuels font partie des peuples iraniens qui peuplaient[Quand ?] la région.[réf. nécessaire]

### Protectorat des Régions de l'Ouest

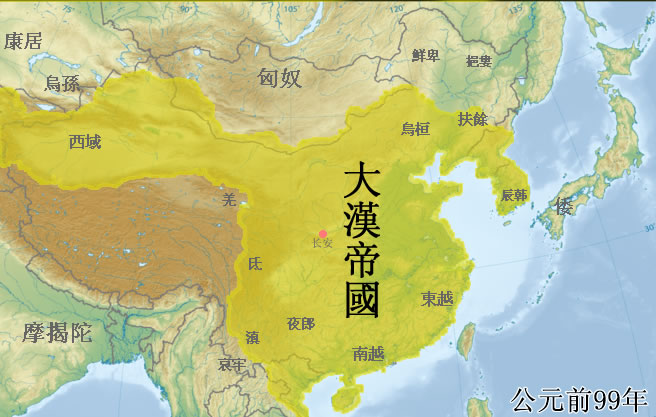
Empire Han en -99

Entre le IIe siècle av. J.-C. et le VIIIe siècle, la dynastie Han s'étend vers le Sud du Yangtsé en entrant en campagne contre les tribus Yue (les Baiyue) et prend la région qu'elle contrôle sous la forme d'un protectorat comprenant plusieurs royaumes.

### Yuezhi

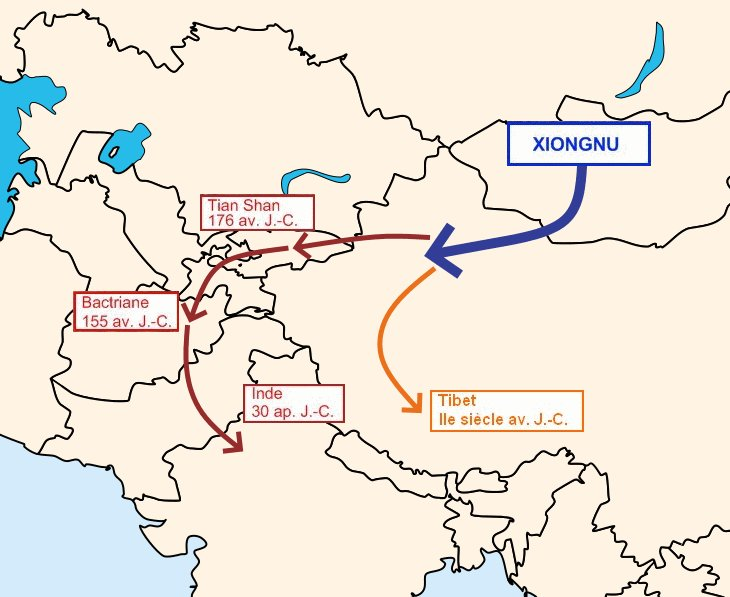
Migrations des Yuezhi du II avant notre ère au I de notre ère

Les Yuezhi (terme chinois : 月氏, Yuèzhī, « lignée de la lune ») sont repoussés par les Xiongnu au IIe siècle av. J.-C. depuis l'Est qui contrôleront alors les régions de l'ouest. Ils vont également peupler des régions plus à l'ouest.
Cette région, durant cette période, est souvent appelée Serinde par les historiens. L'art serindien en est une production, évolution de l'art gréco-bouddhique qui évoluera à son tour en Chine.

### Tiele
Le Tiele est une confédération de neuf peuples turcs établis de 480 à 580, du lac Balkhach aux environs de l'Altaï. Sa majeure partie recouvre une partie de l'actuel Sud-Est du Kazakhstan.

### Huns blancs

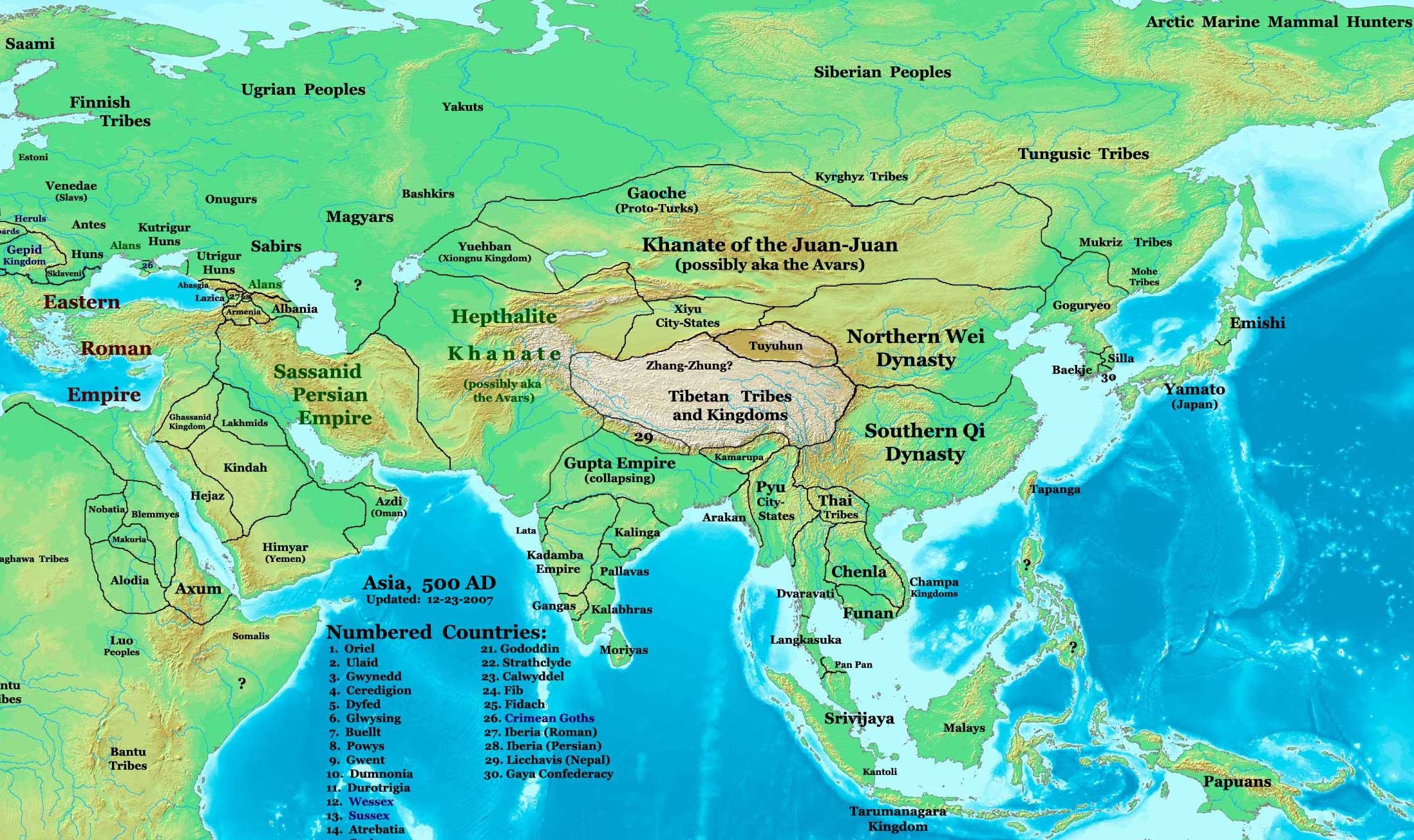
Division des territoires en Asie vers 500

Les Huns blancs (Shvetahûna), - ou Yeta en chinois -, après avoir conquis le Kachgar au début du IIe siècle av. J.-C. qui vivaient au sud de la Dzoungarie vers 125, conquièrent l'ensemble de la région vers 450 après des batailles contre l'empereur sassanide Yazdgard II. Leur territoire, appelé Empire hephthalite par les Grecs, est maintenu de 408 à 670.

### Conquêtes de la dynastie Tang

Conquêtes de Tang Taizong dans le Xiyu (territoires de l'Ouest) 640–648

Entre 640 et 648, l'empereur Tang Taizong de la dynastie Tang, conquiert les territoires de l'Ouest correspondant à l'actuelle région autonome du Xinjiang en Chine.
En 820, ce qui est considéré aujourd'hui par certains comme le Turkestan, est divisé par : Empire khazar (VIe siècle – XIe siècle) au nord-ouest, les Karlouks au nord, le Khaganat ouïgour (744 à 848, en grande partie sur les actuelles régions mongoles), au nord-est, l'Empire chinois de la dynastie Tang au sud-est et le Califat abbasside au sud-ouest.
L'Empire tibétain (629 – 877), créé sous l'impulsion de Songtsen Gampo, attaque la dynastie Tang sous le règne de Trisong Detsen et prend sa capitale, Chang'an (actuelle Xi'an) en 763. Ces derniers sont alors défendus par les Ouïghours.

### Empire mongol
Au XIIIe siècle, sous l'impulsion de Gengis Khan, l'Empire mongol s'étend à la majeure partie de l'Asie et à une partie de l'Europe.
Le Khanat de Djaghataï est créé et contrôle la région de 1220 à 1334.
Cela se termine par la division en deux de ce Khanat, avec la Transoxiane à l'ouest et le Mogholistan à l'est, couvrant le bassin du Tarim.

### Empire timouride
L'Empire timouride (1369 – 1507) est créé par les descendants de Tamerlan, turco-mongols. Il couvre à son apogée Irak, Iran, Pakistan, Afghanistan et une grande partie de l'Ouest du Turkestan. Ils sont défaits en 1507 par les Ouzbeks de la dynastie des Chaybanides (1429 – 1598), Mongols descendants de Gengis Khan.

### Khanat dzoungar
Le Khanat dzoungar sur le territoire de la Dzoungarie au nord-est, commence au XVIIe siècle et se termine avec l'invasion par les troupes de la dynastie Qing, qui atteignent Ili en 1755.
Les Dzoungar prennent Lhassa et le Tibet aux Qoshots vers 1705, puis attaquent les Khalkhas en Mongolie intérieure. Ces derniers se rangent alors du côté de l'empereur mandchou. Ils reprennent un à un les territoires accaparés par les Dzoungars. Lhassa repasse sous le pouvoir des Qing en 1720, qui y replace son Dalaï lama et avance progressivement vers l'ouest.

### Turkestan chinois
En 1755, la bataille d'Ili se déroulant à Goulja (actuel Yining) est décisive, les Dzoungars fuient vers le Kazakhstan, les chefs sont capturés et amenés à Pékin. L'Empereur décide tout de même de leur offrir des maisons de princes.
Les Britanniques, conduits par Francis Younghusband font différentes incursions au Turkestan chinois dans la seconde moitié du XIXe siècle. En 1874, un traité commercial anglo-kashgar est signé. L'émirat de Kachgarie, uniquement reconnu par l'empire britannique et l'empire russe, est constitué autour de la ville de Kashgar, de 1864 à 1877.
La dynastie Qing gardera le contrôle de toute la région jusqu'à sa chute en 1911, et la fondation en 1912 de la république de Chine.
Le Khanat Kumul (1696 — 1930) est un khanat vassal de la dynastie Qing, puis de la république de Chine (1912-1949), jusqu'à sa dissolution en 1930, et correspondant à peu près à l'actuelle Hami.

### Turkestan russe

Découpage administratif du Turkestan russe, en 1900

Le Turkestan russe est la partie ouest de la région, contrôlée du règne d'Alexandre II de Russie (règne 3 mars 1855 – 13 mars 1881), jusqu'au 30 avril 1918.

#### Khanat de Khiva
En 1873, l'expédition militaire russe du printemps 1873, dirigée par le général von Kaufmann envahit le khanat avec 12 à 13 000 hommes. Cela se termine par la capitulation du Khan, Mohammed Rahim Khan II. Le traité de paix de Guendeman, signé par l'Empire russe, représenté par Constantin von Kaufmann et le khanat de Khiva (1511 - 1920) représenté par Saïd Mohammed Rahim II, accorde le protectorat de l'empire sur le khanat.

### Géographie moderne
On[Qui ?] a traditionnellement[Quand ?] divisé le Turkestan en deux zones :
- Turkestan occidental : Il est originellement le domaine de peuples iraniens, tels que les Sogdiens, les Bactriens ou les Khwarezmiens. Au VIe siècle, les Turcs Bleus (Göktürks, appelés Tujue par les Chinois), partis de Mongolie, y établissent leur domination. Ils sont ensuite remplacés par les Arabes, puis par les Perses. Ces derniers y apportent leur langue, qui restera connue sous le nom de tadjik. Divers peuples turcs s'y installent ensuite, les derniers étant les Ouzbeks, à partir de 1500. La zone est conquise par les Russes au XVIIIe siècle et devient le Turkestan russe, - ou officiellement gouvernement-général du Turkestan -, puis kraï du Turkestan. Entre 1924 et 1929, il a été découpé en républiques socialistes soviétiques (RSS) de Turkménistan, d'Ouzbékistan, de Tadjikistan, de Kirghizstan et de Kazakhstan. Aujourd'hui les peuples turcophones (Turkmènes, Ouzbeks, Kazakhs, Kirghizes) sont majoritaires dans la zone. Divers peuples iraniens (persophones) tels que les Hazaras et Tadjiks minoritaires y vivent également.
- Turkestan oriental ou chinois (actuel Xinjiang) : Les plus anciennes populations connues sont constituées de Saces, de langue iranienne, et de Tokhariens. Durant la seconde moitié du Ier millénaire, il est dominé par divers peuples nomades provenant de Mongolie, Oïrats (notamment Torgut, Dörbets et Qoshots), ainsi que les Kazakhs (turcophones), et les Chinois. Les Ouïghours, de langue turque, alors alliés de la dynastie Tang, s'y installent au IXe siècle pour fuir les invasions des Kirghizes en Mongolie, et assimilent les Saces et les Tokhariens. Au XVIIIe siècle, la zone sous contrôle mongol du khanat dzoungar est annexée à la Chine par les Mandchous de la dynastie Qing. Pendant cette période, elle est centrée sur la ville de Kachgar. En 1933, 22 ans après la déclaration de la république de Chine, est née la république islamique du Turkestan Oriental (RITO), autonome qui fut rapidement renversée par les militaires chinois au bout d'un an. Elle est depuis la création de la République populaire de Chine, administrée sous le statut de région autonome. Au début du XXIe siècle les Ouïghours situés au Sud peuplent majoritairement la région, tandis que les Kazakhs se trouvent dans le Nord.

## Nationalisme contemporain
Aujourd'hui encore de nombreux peuples turcs, de l'Asie centrale à la Bulgarie en passant par le Caucase et l'Anatolie, considèrent le Turkestan comme leur berceau historique. Le terme est tombé en désuétude dans certaines langues, notamment du fait des Occidentaux et des dirigeants soviétiques, comme Lazare Kaganovitch qui voulait ainsi annihiler tout panturquisme.[réf. nécessaire].
Depuis au moins le XIXe siècle, de nombreux mouvements indépendantistes ouïghours tentent d'obtenir l'indépendance du Xinjiang (nom chinois du Turkestan) vis-à-vis de la Chine (révoltes au XIXe et XXe siècles, les plus importantes étant celles de 1863, 1933 à Kachgar, 1944 dans la préfecture autonome kazakhe d'Ili, 1954 à Hotan (Khotan), 1990, sur le Xian d'Akto et 1997 à Ghulja). Des mouvements indépendantistes se sont manifestés dès le XIXe siècle dans les zones musulmanes de Chine et, à titre d'exemple, la Kashgarie ou Kachgarie fut indépendante pendant une décennie, entre 1866 et 1876 sous le nom de Émirat de Kachgarie.
Entre 1916 et 1931, l'armée blanche de l'Empire russe tente d'enrôler les peuples turcs d'Asie centrale pour participer à la Première Guerre mondiale. S'organise alors la Révolte basmatchi dirigée notamment par Ismail Enver, ancien ministre de la guerre de l'Empire ottoman, qui se rallia aux bolcheviks.
Le Parti islamique du Turkestan, allié d'Al-Qaïda, a été violemment réprimé par les autorités chinoises qui assimilent certains indépendantistes à des terroristes, surtout après les attentats du 11 septembre 2001 et différents attentats (comme l'Attentat de la gare de Kunming en mars 2014).

## Dans la fiction
- Nom de code Siro (titre original SIRO) de David Ignatius (1991) est un roman d'espionnage dans lequel des membres de la CIA tentent de faire croire aux Soviétiques que le gouvernement américain tente de réveiller le pan-turquisme pour déstabiliser l'URSS.
- Arslan de Mary Jane Engh (en) (1976) est un roman de politique-fiction dans lequel un dictateur, Arslan, émerge du Turkestan pour reconfigurer le monde selon sa propre philosophie.
- Bride Stories (depuis 2008) est un manga seinen écrit par Kaoru Mori retraçant l'histoire d'un explorateur et linguiste anglais du début du XIXe siècle, documentant les traditions cultuelles des familles chez lesquelles il séjourne durant son voyage du Turkestan à l'Anatolie.